# Dietmar Hopp

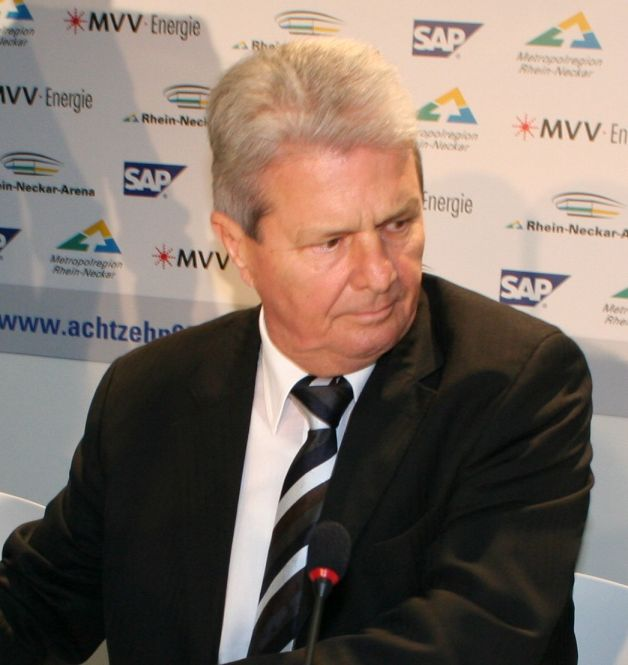

Dietmar Hopp (ur. 26 kwietnia 1940 w Heidelbergu) – niemiecki przedsiębiorca.
Jest jednym ze współzałożycieli przedsiębiorstwa informatycznego SAP i prezesem klubu piłkarskiego TSG 1899 Hoffenheim, który od sezonu 2008/2009 występuje w Bundeslidze.

## CureVac
Hopp jest większościowym udziałowcem niemieckiego przedsiębiorstwa biotechnologicznego CureVac, która w marcu 2020 roku ogłosiło, że prawdopodobnie do jesieni tego samego roku wyprodukuje szczepionkę przeciwko SARS-CoV-2, wirusowi odpowiedzialnemu za ogólnoświatową pandemię. Według Ministerstwa Zdrowia Niemiec, prezydent USA Donald Trump miał złożyć przedsiębiorstwu ofertę, w wyniku której za 1 miliard dolarów przedsiębiorstwo miało przenieść siedzibę do Stanów Zjednoczonych oraz przekazać wyłączne prawo do patentu szczepionki rządowi federalnemu Stanów Zjednoczonych. Niemiecka prasa oraz sam Hopp nazwali propozycję niemoralną i ogłosili, że szczepionka będzie dostępna dla wszystkich zainteresowanych.
Rząd Republiki Federalnej Niemiec przekazał ponad 180 milionów euro wsparcia dla przedsiębiorstwa na badania nad szczepionką.